# Festival international des cinémas d'Asie de Vesoul 2025
Le Festival international des cinémas d'Asie de Vesoul 2025, 31e édition du festival, se déroule du 11 au 18 février 2025.

## Déroulement et faits marquants
Le président du jury international est le réalisateur chinois Jia Zhangke.
Outre la compétition, la 31e édition du festival propose un hommage à Jia Zhangke et des rétrospectives consacrée au cinéma de Hong Kong et au cinéma birman,.
Le réalisateur Jia Zhangke et l'actrice Zhao Tao reçoivent un Cyclo d'or d'honneur lors de la cérémonie d'ouverture. 
Le 18 février 2025, le palmarès est dévoilé : le Cyclo d'or est remporté par le film coréen The Land of Morning Calm de Park Ri-woong, le grand prix du jury est décerné au film kazakh Abel de Elzat Eskendir et le prix du jury est remis au film kirghiz Deal at the Border de Dastan Zhapar Ryskeldi,.

## Jurys

### Jury International
- Jia Zhangke (président du jury), réalisateur
- Mohammad Atebbai, producteur
- Teresa Kwong, productrice
- Janet Wu, productrice

### Jury NETPAC
- Jo Ji-hoon (président du jury), programmateur
- Patrick F. Campos, programmateur
- Aloÿse de la Faye

## Sélection

### En compétition
- I, The Song de Dechen Roder  Bhoutan
- To Kill A Mongolian Horse de Jiang Xiaoxuan  Chine
- The Land of Morning Calm de Park Ri-woong  Corée du Sud
- The Witness de Nader Saeivar  Iran
- Kaneko's Commissary de Furukawa Go  Japon
- Abel de Elzat Eskendir  Kazakhstan
- Deal at the Border de Dastan Zhapar Ryskeldi  Kirghizistan
- MA - Cry of Silence de The Maw Naing  Birmanie
- Kono Basho de Jaime Pacena II  Philippines

### Avant-premières
- Black Box Diaries de Shiori Itō  Japon
- Black Dog de Guan Hu  Chine
- Bound in Heaven (en) de Huo Xin  Chine
- Le Joueur de go de Kazuya Shiraishi  Japon
- Stranger Eyes de Yeo Siew-hua (en)  Singapour

### Hommage àJia Zhang-ke
- Xiao Wu, artisan pickpocket
- Platform
- Plaisirs inconnus
- The World
- Dong
- Still Life
- Useless
- 24 City
- I Wish I Knew
- A Touch of Sin
- Au-delà des montagnes
- Les Éternels
- Swimming Out Till the Sea Turns Blue
- Les Feux sauvages

### Regard sur le cinéma de Hong Kong
- Big Boss de Lo Wei
- Passeport pour l'enfer (Boat People) de Ann Hui
- Love in a Fallen City de Ann Hui
- Eighteen Springs de Ann Hui
- Women de Stanley Kwan
- Rouge de Stanley Kwan
- Painted Faces de Alex Law (en)
- Echoes of the Rainbow (en) de Alex Law (en)
- Moon Warriors de Sammo Hung
- In the Mood for Love de Wong Kar-wai
- 2046 de Wong Kar-wai
- La Main de Wong Kar-wai
- Judo de Johnnie To
- Exilé de Johnnie To
- Les Trois Royaumes de John Woo
- Détective Dee : Le Mystère de la flamme fantôme de Tsui Hark
- Un printemps à Hong Kong de Ray Yeung
- Tout ira bien de Ray Yeung

### Regard sur le cinéma birman
- Nargis - When Time Stopped Breathing de The Maw Naing et Pe Maung Same
- 14 Pommes de Midi Z
- Money Has Four Legs de Maung Sun
- What Happened to the Wolf de Na Gyi

## Palmarès
- Cyclo d'or : The Land of Morning Calm de Park Ri-woong
- Grand prix du jury : Abel de Elzat Eskendir
- Prix du jury : Deal at the Border de Dastan Zhapar Ryskeldi
- Mention spéciale : To Kill A Mongolian Horse de Jiang Xiaoxuan
- Prix NETPAC : Abel de Elzat Eskendir
- Prix du jury de la critique : Abel de Elzat Eskendir
- Prix du public du film de fiction : The Witness de Nader Saeivar
- Prix du jury lycéen : Kono Basho de Jaime Pacena II